# Dicheniotes turgens
Dicheniotes turgens är en tvåvingeart som beskrevs av Munro 1947. Dicheniotes turgens ingår i släktet Dicheniotes och familjen borrflugor.
Artens utbredningsområde är Uganda. Inga underarter finns listade i Catalogue of Life.